# Alagoasa
Alagoasa es un género de coleóptero de la familia Chrysomelidae.

## Especies
- Alagoasa acutangula (Jacoby, 1886)
- Alagoasa aemulae (Horn, 1889)
- Alagoasa aenea (Jacoby, 1905)
- Alagoasa albomarginata (Latreille, 1811)
- Alagoasa ampliata Bechyné, 1976
- Alagoasa angulosignata (Bryant, 1949)
- Alagoasa apicalis (Crilli, 1940)
- Alagoasa apicata (Csiki)
- Alagoasa apleurica Bechyné & Bechyné, 1964
- Alagoasa arcifera (Harold, 1876)
- Alagoasa arcuatofasciata (Jacoby, 1905)
- Alagoasa areata (Germar, 1824)
- Alagoasa atroguttata (Jacoby, 1886)
- Alagoasa aurora Duckett & Daza, 2004
- Alagoasa bellinda Bechyné, 1958
- Alagoasa bernardina Bechyné, 1956
- Alagoasa berriensis Bechyné, 1955
- Alagoasa bicolor (Linnaeus, 1767)
- Alagoasa biloba (Illiger, 1807)
- Alagoasa bipartita (Jacoby, 1905)
- Alagoasa bipunctata (Chevrolat, 1834)
- Alagoasa bipunctulata (Jacoby, 1905)
- Alagoasa bisbinotata (Jacoby, 1905)
- Alagoasa bistrifasciata (Jacoby, 1905)
- Alagoasa blanda (Harold, 1876)
- Alagoasa brevicornis (Jacoby, 1886)
- Alagoasa burmeisteri (Harold, 1881)
- Alagoasa callopteryx Bechyné, 1958
- Alagoasa caracollis (Say, 1835)
- Alagoasa cardinalis (Jacoby, 1905)
- Alagoasa cazieri (Pallister, 1953)
- Alagoasa centurio (Jacoby, 1894)
- Alagoasa chevrolati (Balý, 1878)
- Alagoasa chrysoxantha Bechyné, 1958
- Alagoasa cincta (Olivier, 1789)
- Alagoasa cinctipennis (Jacoby, 1905)
- Alagoasa clypeata (Jacoby, 1892)
- Alagoasa coccinelloides (Harold, 1877)
- Alagoasa condensa Bechyné, 1956
- Alagoasa confusa (Bowditch, 1912)
- Alagoasa consimilis (Jacoby, 1905)
- Alagoasa crassipleura Bechyné, 1958
- Alagoasa cribriceps (Schaufuss, 1874)
- Alagoasa crucigera (Jacoby, 1880)
- Alagoasa cruxnigra (Jacoby, 1894)
- Alagoasa cyria Bechyné, 1955
- Alagoasa decemguttata (Fabricius, 1801)
- Alagoasa decrescens Bechyné, 159
- Alagoasa defecta (Harold)
- Alagoasa difficilis (Jacoby, 1905)
- Alagoasa dipus (Illiger, 1807)
- Alagoasa dimidiata (Olivier, 1808)
- Alagoasa dissepta (Erichson, 1847)
- Alagoasa divisa (Germar, 1824)
- Alagoasa donckieri (Jacoby, 1905)
- Alagoasa dugesi (Jacoby, 1886)
- Alagoasa duodecimmaculata (Jacoby, 1886)
- Alagoasa eburata (Germar, 1824)
- Alagoasa ega Bechyné, 1959
- Alagoasa elegans (Balý, 1878)
- Alagoasa escuintla Bechyné, 1955
- Alagoasa extrema (Harold, 1880)
- Alagoasa faceta (Harold, 1876)
- Alagoasa falsificata Bechyné, 1955
- Alagoasa fasciata (Fabricius, 1798)
- Alagoasa fasciaticollis (Jacoby)
- Alagoasa figurata (Chevrolat, 1829)
- Alagoasa fimbriata (Forster, 1771)
- Alagoasa flaviana Bechyné, 1958
- Alagoasa florigera (Harold, 1877)
- Alagoasa formosa (Harold, 1877)
- Alagoasa forreri (Jacoby, 1886)
- Alagoasa frontalis (Jacoby, 1886)
- Alagoasa fulvofasciata (Jacoby, 1886)
- Alagoasa godmani (Jacoby, 1880)
- Alagoasa hellwigi
- Alagoasa hoegei (Jacoby, 1886)
- Alagoasa humeralis
- Alagoasa hypolysia Bechyné, 1956
- Alagoasa icteridera
- Alagoasa illustris (Jacoby, 1905)
- Alagoasa imperialis (Jacoby, 1905)
- Alagoasa inconspicua (Jacoby, 1886)
- Alagoasa inconstans (Schaufuss, 1874)
- Alagoasa infirma (Jacoby, 1886)
- Alagoasa insepta (Harold, 1877)
- Alagoasa iringa Bechyné, 1958
- Alagoasa isosculpta Bechyné & Bechyné, 1967
- Alagoasa itaituba Bechyné, 1959
- Alagoasa jacobiana (Horn)
- Alagoasa jalapa Bechyné, 1958
- Alagoasa jansoni (Jacoby, 1886)
- Alagoasa januaria Bechyné, 1955
- Alagoasa joella Bechyné, 1958
- Alagoasa jungeri Bechyné, 1955
- Alagoasa kiesenwetteri (Harold, 1877)
- Alagoasa kraatzi (Harold, 1880)
- Alagoasa lacordairei (Bryant, 1949)
- Alagoasa laetifica (Boheman, 1859)
- Alagoasa lateralis (Jacoby, 1886)
- Alagoasa lativittis
- Alagoasa libentina (Germar, 1824)
- Alagoasa limbatipennis
- Alagoasa lineola
- Alagoasa llanera Bechyné & Bechyné, 1967
- Alagoasa longicollis (Jacoby, 1886)
- Alagoasa loreta Bechyné, 1959
- Alagoasa mamanguapensis Bechyné, 1958
- Alagoasa marginicollis (Jacoby, 1880)
- Alagoasa mboya Bechyné, 1958
- Alagoasa megalopia (Blake, 1939)
- Alagoasa mella Bechyné & Bechyné, 1964
- Alagoasa millepora (Jacoby, 1905)
- Alagoasa myrrha Bechyné, 1955
- Alagoasa nicaraguensis (Jacoby, 1879)
- Alagoasa nigrolineata
- Alagoasa nigromaculata (Harold, 1876)
- Alagoasa nigroscutata (Jacoby, 1894)
- Alagoasa nigrotibialis
- Alagoasa norbertina Bechyné, 1959
- Alagoasa obscuripennis (Jacoby, 1880)
- Alagoasa occipitalis
- Alagoasa orquela Bechyné, 1955
- Alagoasa osascoensis Bechyné, 1958
- Alagoasa pantina Bechyné, 1958
- Alagoasa paralleloptera Bechyné, 1956
- Alagoasa parana Samuelson, 1985
- Alagoasa paraphana Bechyné & Bechyné, 1963
- Alagoasa patricia
- Alagoasa pavonina (Jacoby, 1892)
- Alagoasa persimilis (Jacoby, 1905)
- Alagoasa petaurista
- Alagoasa picifrons (Jacoby, 1905)
- Alagoasa plaumanni Bechyné, 1955
- Alagoasa posticalis (Kirsch, 1883)
- Alagoasa praecincta (Erichson, 1847)
- Alagoasa pretiosa
- Alagoasa prompta (Erichson, 1847)
- Alagoasa propugnaculum
- Alagoasa pterocallis Bechyné, 1958
- Alagoasa pulchra (Balý, 1879)
- Alagoasa quadrifasciata (Jacoby, 1879)
- Alagoasa quadrilineata (Harold, 1881)
- Alagoasa quadripustulata (Jacoby, 1894)
- Alagoasa quaerula (Harold, 1881)
- Alagoasa recta (Bryant, 1949)
- Alagoasa rectehumeralis Bechyné, 1956
- Alagoasa robertina
- Alagoasa rotundicollis (Jacoby, 1905)
- Alagoasa rufina (Illiger)
- Alagoasa sagulata (Erichson, 1847)
- Alagoasa scioa Bechyné, 1958
- Alagoasa scissa (Germar)
- Alagoasa selloi
- Alagoasa semipurpurea (Jacoby, 1886)
- Alagoasa seriata (Balý, 1878)
- Alagoasa serrulata (Kirsch, 1883)
- Alagoasa sexplagiata (Jacoby, 1880)
- Alagoasa sordida (Harold, 1877)
- Alagoasa steinheili
- Alagoasa submarginata
- Alagoasa tehuacana Bechyné, 1955
- Alagoasa tenuilineata (Horn, 1889)
- Alagoasa tippmanni (Bechyné, 1951)
- Alagoasa transversalis (Jacoby, 1879)
- Alagoasa tricruciata (Germar, 1824)
- Alagoasa tridecimmaculata (Jacoby, 1880)
- Alagoasa trifasciata (Fabricius, 1801)
- Alagoasa trilineata (Jacoby, 1886)
- Alagoasa vestita (Harold, 1881)
- Alagoasa vigintiseptenmaculata
- Alagoasa violaceomarginata (Jacoby, 1886)
- Alagoasa virgata (Harold, 1880)
- Alagoasa viridipennis (Blake, 1971)
- Alagoasa vittata (Harold, 1876)
- Alagoasa wittmeri Bechyné, 1955
- Alagoasa xanthoviolacea Bechyné, 1959
- Alagoasa yacuma Bechyné, 1959